# Кубань (регион)
Куба́нь (адыг. Пшызэ) — историческая область на Северном Кавказе, прилегающая к левобережью реки Кубань и её притокам до города Усть-Лабинска. Историческая Кубань — это территория, которую некогда занимало Черноморское казачье войско - от правобережья реки Кубань до побережья Азовского моря. Левобережье реки Кубань называлось «Закубанье». Крупнейшим городом региона и его историческим центром является город Краснодар (Екатеринодар).

## История
В III—II тысячелетиях до нашей эры на Кубани жили племена ямной, катакомбной, срубной, дольменной и майкопской культур.
В начале I тысячелетия до нашей эры территория Кубани была населена киммерийцами, а затем скифами, сарматами, меотами, синдами.
Далее, вплоть до конца Кавказской войны, Кубань плотно была населена потомками меотов и синдов—черкесами. 
В VII веке до нашей эры на восточном берегу Черного моря появились греческие колонии Фанагория, Гермонасса, Горгиппия, Бата, Торик. В V веке до нашей эры в результате их объединения возникло Боспорское царство. В конце I века до нашей эры оно попало под власть Римской республики. Оно вошло в состав Византии в 1-й половине VI века. 
В 576 году территорию Кубани после войны с Византией завоевал Тюркский каганат.
В VII веке пришедшие вместе с гуннами тюркоязычные племена булгар создали Великую Болгарию с центром в полуразрушенной Фанагории. В середине VII века в степях Предкавказья хазары основали Хазарский каганат, и под его натиском Великая Болгария распалась.
В X веке на Таманском полуострове появилось Тмутараканское княжество. Но после 1094 года оно была изолировано от русских земель половцами, и с этого момента о нём ничего не известно.
В 40-х годы XIII века степи Кубани вошли в состав Золотой Орды. В конце XIII века на восточном берегу Чёрного моря появились торговые представительства Генуэзской республики, которые затем стали городами-колониями (Матрега — Тамань, Копа — Славянск-на-Кубани, Мапа — Анапа, Бата — Новороссийск, Касто — Casto (Хоста, Лияш — Адлер, Мавролако — Геленджик).
До монгольского нашествия верховья Кубани находились в руках аланов, однако позже, по данным источников, Баксанское ущелье между 1640 и 1743 годами перешло в руки сванов, которые оставили его, вероятно, в результате кабардинского давления между 1743 и 1773 годами. Появление здесь сванов могло произойти между XIV и XVII веками, до переселения сюда тюрок между XVII и XVIII веками.
В XV веке Золотая Орда распалась, и образовалось Крымское ханство, которое включило в свои владения и Таманский полуостров, выгнав оттуда генуэзцев. С XVI по XVIII века на правом берегу Кубани находились кочевья ногайцев, а левый берег Кубани занимали поселения черкесских племён: абадзехов, шапсугов, натухайцев, а также убыхов и абазин.
С середины XVII века на Кубань начали переселяться русские старообрядцы, спасающиеся от преследований. В 1688 году на Кубань прибыла большая группа старообрядцев во главе с Петром Мурзенко с разрешением крымского хана поселиться в устье реки Лабы. В 1708 году после подавления Булавинского восстания Игнат Некрасов увел на Кубань три тысячи донских казаков, которые вместе с семьями поселились в районе современной станицы Некрасовская. Некрасовцы долгое время совершали отсюда набеги на приграничные русские земли. После 1737 года (со смертью Игната Некрасова) положение на границе начало стабилизироваться. В 1735—1739 годах власти Российской империи несколько раз предлагали некрасовцам вернуться на родину. Не добившись результата, императрица Анна Иоанновна направила на Кубань донского атамана Фролова с войсками. Не имея возможности противостоять русским войскам, некрасовцы начали переселение в османские владения на Дунае, но и на Кубани их оставалось ещё значительное количество.
В 1782 году на Кубани началось восстание ногайцев из-за планов переселить их за Урал и в Тамбовское и Саратовское наместничества. 1 октября около крепости Керменчик (на реке Лаба в 12 верстах от впадения её в Кубань) А. В. Суворов полностью разбил ногайские войска. Вследствие этого отдельные мурзы выразили покорность Суворову и признали присоединение Крыма и ногайских земель к Российской империи. После подавления восстания ногайцы ушли на юг в Ногайскую степь.
По Ясскому мирному договору 1791 года граница между Российской и Османской империями устанавливалась по реке Кубани. 30 июня 1792 года Екатерина II подписала жалованную грамоту Черноморскому казачьему войску, по которой ему в вечное пользование передавалась правобережная Кубань. В 1793 году был основан город Екатеринодар. В том же году для защиты от набегов черкесов была организована Черноморская кордонная линия.

Кубань и Северный Кавказ в конце XVIII века

После побед России над Турцией в 1812 и в 1829 году, османский султан признал весь Северный Кавказ (который до этого считался частью Османской империи, но фактически не контролировался ею) частью России, русские императоры стали рассматривать кавказских горцев в качестве своих подданных, а непокорных горцев — как бунтовщиков. После 1830 года Россия перешла к самым решительным наступательным действиям на Западном Кавказе. Строилась Черноморская береговая линия, усиливалась Черноморская кордонная, возводились крепости в глубине черкеской территории. Однако, понадобилось почти 35 лет упорных боёв и сражений, чтобы земли черкесов были окончательно покорены, а значительная часть самих черкесов, закубанских ногайцев и практически все убыхи выселились в Турцию.
В то же время на занятые русскими войсками равнины переселялись черкесские армяне — черкесогаи. Некоторая часть черкесов влилась в состав казаков, а их материальная культура оказала большое влияние на казачью, в особенности на оружие и костюм.
С 1860 по 1918 год земли Кубанского войска были административно оформлены в виде Кубанской области. С конца XIX века регион стал активно заселяться освобождёнными от крепостной зависимости крестьянами со всей Центральной России в целях хозяйственного освоения земель.
После Октябрьской революции, большевики заняли Екатеринодар. В ходе Ледяного (Первого Кубанского) похода, весной 1918 года, город штурмовали белые войска генерала Корнилова. Однако штурм был отбит, а генерал Корнилов погиб. Тело генерала было впоследствии выкопано из могилы и подверглось поруганию. Затем, в ходе Второго Кубанского похода, осенью 1918 года, Екатеринодар и вся Кубанская область перешли под контроль Белой армии. После этого сложилась система двоевластия: Кубанская рада провозгласила Кубанскую народную республику — одно из множества государственных образований на территории бывшей Российской империи, однако фактически территория подчинялась генералу Деникину, правителю Юга России, и посылала войска во ВСЮР. Независимая республика была провозглашена законодательной радой (парламентом), которую сформировала Кубанская рада. Для установления фактического контроля над Кубанью Деникин устроил, в частности, показательную расправу над священником, членом Кубанской рады Алексеем Кулабуховым. После этого начался исход части кубанских казаков из рядов ВСЮР, что в итоге могло стать одной из причин военного поражения.
В начале 1920 года Деникин потерпел поражение и неудачно эвакуировал войска из порта Новороссийск, что сопровождалось массовыми расправами наступавших большевиков над пленными и мирным населением. Однако уже в середине 1920 года, по приказу генерала Врангеля, был предпринят десант белых войск из Крыма на Кубань, который, однако, закончился неудачей.
Тяжелейший период в истории Кубани в 1920-х—1950-х годах связан с такими событиями, как расказачивание, коллективизация, массовый голод, Великая Отечественная война. Результатом этого стало замещение населения приезжими из других регионов Советской России.
На сегодняшний день регион остаётся одним из самых привлекательных в России для внутренней миграции. С начала 1990-х годов можно отметить новую волну прибытия населения, связанную с перестройкой хозяйства страны и, как следствие, перетоком населения из северных городов, Дальнего Востока и моногородов по всей стране в крупные города и южные регионы России.
В настоящее время ареал, именуемый «Кубань», охватывает следующие субъекты Российской Федерации:
- Краснодарский край — большая часть,
- Республика Адыгея — вся,
- Республика Карачаево-Черкесия — большая часть,
- Ставропольский край — западная часть,
- Ростовская область — небольшой район на юге.

## Население и демографическая статистика
После ликвидации Запорожской Сечи царское правительство из числа бывших запорожцев создало Черноморское казачье войско. Позже оно было переселено на Кубань.
По подсчетам современных исследователей, на 1917 год, на Кубани проживало около 2,5 млн украинцев, составлявших более 60 % её населения. Почти 50 % кубанцев считали Украинский язык родным. Но Президиум Северокавказского исполнительного комитета согласно постановлению ЦК ВКП(б) и РНК СССР «о хлебозаготовках в Украине, Северном Кавказе и в Западной области» от 14 декабря 1932 издает свое постановление от 26 декабря 1932 «Об украинизации», из-за которого влияние на тот момент уже украинского языка на Кубани стало уменьшаться. Несколько пунктов этого постановления:
«1. Немедленно приостановить дальнейшую украинизацию во всех районах и станицах Северокавказского края.
2. Перевести к 1-му января 1933 года все делопроизводство на русский язык, а также листовки, брошюры, стенгазеты, многотиражки и пр. литературу, выходящую на украинском языке… 5. всех школах на русский язык…».
На Кубани было мало распространено крупное помещичье землевладение, тем не менее, имелись местные дворянские роды, в основном, представители казачьего офицерского корпуса, получившие личное или потомственное дворянство по чину или по ордену.
Кубань находилась вне черты оседлости, поэтому еврейское население было немногочисленным.
Армяне исторически проживали на Кубани, в том числе компактно, так, армянами был основан город Армавир. Эти армяне происходили от так называемых черкесских армян или черкесогаев, которые до прихода казаков жили среди черкесов, а затем получили от русского правительства позволение спуститься на равнину. На сегодняшний день черкесогаи, в целом, снова ассимилировались с остальными армянами, и лишь немногие продолжают указывать в современных переписях свою национальность, как черкесогаи.
Черкесы компактно проживали за Кубанью, некоторые из них приняли христианство и вошли в состав казачества. Казаком черкесского происхождения был, например, известный генерал Улагай.
По результатам первой всеобщей переписи населения Российской империи в 1897 г. численность населения Кубани (Кубанской области) составляла 1 918 881 человек. Состав населения по языку в 1897 году был следующим:
| Отдел            | украинцы | русские | адыги (адыгейцы, черкесы, кабардинцы) | карачаевцы, горские татары | немцы | греки | армяне | абхазы и абазины | ногайцы |
| ---------------- | -------- | ------- | ------------------------------------- | -------------------------- | ----- | ----- | ------ | ---------------- | ------- |
| Баталпашинский   | 27,1 %   | 41,9 %  | 5,8 %                                 | 12,5 %                     | 2,0 % | …     | …      | 4,8 %            | 2,7 %   |
| Ейский           | 73,9 %   | 23,6 %  | …                                     | …                          | …     | …     | …      | …                | …       |
| Екатеринодарский | 51,8 %   | 34,2 %  | 8,1 %                                 | …                          | …     | 1,4 % | 1,1 %  | …                | …       |
| Кавказский       | 45,8 %   | 51,1 %  | …                                     | …                          | 1,6 % | …     | …      | …                | …       |
| Лабинский        | 18,9 %   | 75,2 %  | …                                     | …                          | 1,9 % | …     | 1,7 %  | …                | …       |
| Майкопский       | 31,3 %   | 56,9 %  | 7,0 %                                 | …                          | …     | …     | …      | 0,7 %            | …       |
| Темрюкский       | 75,2 %   | 17,1 %  | …                                     | …                          | …     | 4,0 % | …      | …                | …       |
| Область в целом  | 47,4 %   | 42,6 %  | 2,8 %                                 | 1,4 %                      | 1,1 % | 1,0 % | …      | …                | …       |

Национальный состав Кубани (Кубанского округа) по данным переписи населения СССР 1926 года.
| национальность  | численность | %      |
| --------------- | ----------- | ------ |
| украинцы        | 1418820     | 46,7 % |
| русские         | 1358996     | 44,7 % |
| армяне          | 77751       | 2,6 %  |
| греки           | 23271       | 0,8 %  |
| немцы           | 33041       | 1,1 %  |
| Общее население | 2934000     | 100 %  |

Национальный состав Краснодарского края по переписи 2002 года:
| Народ              | Численность в 2002 г., тыс. чел.(*) | Численность в 2010 г., тыс. чел. |
| ------------------ | ----------------------------------- | -------------------------------- |
| Русские            | 4436,3 (86,6 %)                     | 4522,9 (88,3 %)                  |
| в том числе Казаки | 17,5 (0,3 %)                        | 5,3 (0,1 %)                      |
| Армяне             | 274,6 (5,4 %)                       | 281,7 (5,5 %)                    |
| Украинцы           | 131,8 (2,6 %)                       | 83,7 (1,6 %)                     |
| Греки              | 26,5 (0,5 %)                        | 22,6 (0,4 %)                     |
| Белорусы           | 26,3                                | 16,9 (0,3 %)                     |
| Татары             | 25,6                                | 24,8 (0,5 %)                     |
| Грузины            | 20,5                                | 17,8 (0,3 %)                     |
| Немцы              | 18,5                                | 12,2 (0,2 %)                     |
| Адыгейцы           | 15,8                                | 13,8 (0,3 %)                     |
| Турки              | 13,5                                | 8,5 (0,2 %)                      |
| Азербайджанцы      | 11,9                                | 10,2 (0,2 %)                     |
| Цыгане             | 10,9                                | 12,9 (0,3 %)                     |
| Осетины            | 4,1                                 | 6,9 (0,1 %)                      |